# Carbondale Township (Illinois)
Pour les articles homonymes, voir Carbondale Township.
Carbondale Township est un township du comté de Jackson dans l'Illinois, aux États-Unis,.

## Source de la traduction
- (en) Cet article est partiellement ou en totalité issu de l’article de Wikipédia en anglais intitulé « Carbondale Township, Jackson County, Illinois » (voir la liste des auteurs).